# Paraprotaetia borneana
Paraprotaetia borneana är en skalbaggsart som beskrevs av Conrad L. Schoch 1896. Paraprotaetia borneana ingår i släktet Paraprotaetia och familjen Cetoniidae. Inga underarter finns listade i Catalogue of Life.